# James Tennent (Radsportler)
James Tennent (* 4. März 1989) ist ein ehemaliger südafrikanischer Radrennfahrer.

## Sportliche Laufbahn
James Tennent fuhr 2011 für das südafrikanische Continental Team MTN Qhubeka. In diesem Jahr gewann er eine Etappe bei der Tour of Rwanda. 2012 wechselte er zum Top Club Nuwater, mit dem er nationaler Vizemeister im Mannschaftszeitfahren wurde. Bei der Panorama Tour gewann er zusammen mit Shaun Ward drei Etappen und die Gesamtwertung. 2016 siegte er bei der Tour of Mauritius. 2016 zog er sich aus dem Radrennsport zurück.

## Erfolge
2011
- eine Etappe Tour du Rwanda